# Vilhelm Lorenzen

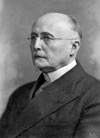
Vilhelm Lorenzen

Vilhelm Birkedal Lorenzen (* 27. Januar 1877 in Gislev; † 11. September 1961) war ein dänischer Historiker und Kunsthistoriker, der zu den Begründern des modernen Denkmalschutzes in Dänemark gehört.

## Leben
Vilhelm Lorenzen war Sohn des Pastors C. N. Lorenzen († 1905) und seiner Ehefrau Agathe geb. Birkedal († 1884). Er besuchte die Domschule in Odense bis 1895 und begann dann ein Studium der Geschichte, welches er mit Promotion zum Dr. phil. auf Grundlage seiner Dissertation Studier i dansk Herregaardsarkitektur i 16. og 17. Aarhundrede 1921 abschloss. Danach arbeitete er als Lehrer und Kunsthistoriker.
Lorenzen wurde Adjunkt an der Metropolitanskolen in Nørrebro, wo er, ab 1929 als Lehrer, bis zu seinem Ausscheiden 1946 Geschichte unterrichtete. Nebenher war er von 1909 bis 1939 Lehrer für Geschichte an der Marineschule in Kopenhagen.
Zusammen mit dem Architekten H. B. Storck gründete er 1907 die Foreningen til Gamle Bygningers Bevaring, deren erster Sekretär er von 1907 bis 1947 war. Mit dieser Vereinigung gab er den Anstoß für Dänemarks erstes Denkmalschutzgesetz, das Bygningsfredningslov von 1918. Lorenzen war 1915 auch Mitgründer der Landesvereinigung Bedre Byggeskik, deren Erster Vorsitzender er von 1926 bis 1933 war. Weiter war er Mitglied der Det særlige Bygningssyn von deren Gründung 1918 bis 1954. 1921 gehörte er zu den Mitgründern des Dansk Byplanlaboratorium, einem Labor für Stadtplanung. Er war Redakteur der Zeitschriften Arkitekten von 1917 bis 1920, Mitredakteur des Werkes Danske Herregaarde, Spezialredakteur des Werkes Nordisk Kultur 1928 und  Mitredakteur des Werkes Danske Herregaardshaver (1929).

## Weitere Mitgliedschaften
- außerordentliches Mitglied der Akademisk Arkitektforening (1924), 1957 geehrt mit der Ehrenmedaille dieser Vereinigung
- Mitglied der Det kongelige danske Selskab for Fædrelandets Historie ab 1933
- korrespondierendes Mitglied der Kungliga Vitterhets Historie och Antikvitets Akademien (1942)
- Ehrenmitglied der Foreningen til norske Fortidsmindesmærkers Bevaring 1945, ausgezeichnet mit der Medaille der Foreningen til Hovedstadens Forskønnelses (1948)
- Ehrenmitglied der St. Knuts Gilde in Österlen (1955)

## Auszeichnungen
- Ritter des Dannebrogordens

## Schriften
- Frue Kirke og Hospitalet i Aarhus (1906)
- Maleren Hilker (1908)
- De danske Helligaandsklostres Bygningshistorie (1912)
- Rantzauske Borge og Herresæder i det 16. Aarhundrede (1912)
- Dansk Arkitektur gennem 20 Aar (mit Kristoffer Varming, 1912)
- Reformert Kirke i København (1914)
- De danske Franciskanerklostres Bygningshistorie (1914)
- Christianshavns borgerlige Bygningskunst (1914)
- Landgaarde og Lyststeder (I og II 1916, 1920)
- De danske Dominikanerklostres Bygningshistorie (1920)
- Det danske Hus I (1920)
- De danske Birgittinerklostres Bygningshistorie (1922)
- Københavnske Palæer I og II (1922 og 1926)
- Kallundborg Kirke (mit Mogens Clemmensen, 1922)
- De danske Karmelitterklostres Bygningshistorie (1924)
- Roskilde Domkirke (1924)
- De danske Præmonstratenserklostres Bygningshistorie (1925)
- Vandringer i det gamle København (1926)
- De danske Antonitterklostres Bygningshistorie (1926)
- De danske Johannitterklostres Bygningshistorie (1927)
- Vor Frue Kirke (1927)
- Gamle københavnske Huse (s.m. H. Spliid, 1927)
- De danske Augustinerklostres Bygningshistorie (1929)
- Haandtegnede Kort over København 1600-60 (1930)
- Dansk Herregaardsarkitektur fra Baroktiden I (1930), II (1935)
- København som Arkitekturby (1932)
- De danske Benediktinerklostres Bygningshistorie (1933)
- Lambert van Haven (1936)
- Christian IV's Byanlæg (1937)
- Rosenholms Bygmestre (1937)
- Dominicus Baetiaz (1938)
- Arkitekten Peter Meyn (1939)
- Metropolitanskolens Historie i Metropolitanerbogen (1939)
- De danske Cistercienserklostres Bygningshistorie (1941)
- Haandtegnede Kort over København 1660-1757 (1942)
- Bevaringsproblemer I-IV (1944–48)
- Sct. Peders Kirkeplads i Næstved (1946)
- Drømmen om den ideale By (1947)
- Vore Byer I (1947), II (1952), III (1955), IV (1957)
- Jens Bangs Stenhus i Aalborg (1947)
- De gamle danske Domkirker (1948)
- Axel Urup (1953)